# 襄阳市博物馆
32°01′12″N 112°08′44″E / 32.02000°N 112.14556°E
襄阳市博物馆位于中华人民共和国湖北省襄阳市襄城北街1号，现为国家一级博物馆，新馆选址襄城区岘山东部的凤凰山冲，2013年5月8日开工建设。
襄阳市博物馆建筑面积9700平方米，其中展厅面积3200平方米，共分为5个展厅，分别是：第一展厅——史前时期的襄阳；第二展厅——先秦时期的襄阳；第三展厅——秦汉时期的襄阳；第四展厅——三国两晋南北朝时期的襄阳；第五展厅——隋唐至明清时期的襄阳。
襄陽市博物館將三国青铜马、西周环带纹铜甗、春秋“卫伯须”铜鼎、战国嵌错龙凤云纹铜樽、春秋“登”铜龢鑃、明弘治款云龙纹鎏金铜钟列為鎮館之寶。
- 外景
- 馆名题字
- 内部
- 内部
- 馆藏新石器时代石斧，1980年枣阳雕龙碑遗址出土
- 「鎮館之寶」三国青铜马，2008年樊城区菜越三国墓出土